# Акбаш, Хюсейин
Хюсейин Акбаш (тур. Hüseyin Akbaş; 1933,  Алмус, Токат, Турция  — 15 февраля 1989) — турецкий борец вольного и греко-римского стилей, двукратный призёр Олимпийских игр, четырёхкратный чемпион мира, двукратный обладатель Кубка мира по вольной борьбе, призёр чемпионата мира по греко-римской борьбе.

## Биография
Родился в 1933 году, в селении Токат, выходец из аварской семьи, мухаджиров с Кавказа. В раннем детстве травмировал левый коленный сустав, и с того времени хромал. С ранней юности, как и многие турецкие борцы, занимался масляной борьбой. Вскоре борец переехал в Анкару, и уже в 20-летнем возрасте вошёл в состав сборной страны.
В 1954 году дебютировал на чемпионате мира по вольной борьбе и сразу же завоевал звание чемпиона мира. Дебют на чемпионате мира 1955 года по греко-римской борьбе оказался менее удачным, но борец завоевал третье место. В 1956 году на Олимпийских играх выступал в соревнованиях по вольной борьбе в наилегчайшем весе и завоевал бронзовую медаль игр.
См. таблицу турнира.
После игр перешёл в легчайший вес, и в 1957 году завоевал звание чемпиона мира и в этом весе. В 1958 году завоевал Кубок мира, в 1959 году стал трёхкратным чемпионом мира.
В 1960 году на Олимпийских играх выступал в соревнованиях будучи трёхкратным чемпионом мира, в зените своего могущества, но к удивлению, остался всего лишь четырнадцатым.
См. таблицу турнира
Также в 1960 году победил на Балканских играх.
В 1961 году на чемпионате мира остался только третьим, но в 1962 году вернул себе звание сильнейшего на планете.
В 1964 году на Олимпийских играх выступал в соревнованиях будучи уже четырёхкратным чемпионом мира, но снова не смог подняться на высшую ступеньку пьедестала, завоевав лишь серебряную медаль.
См. таблицу турнира
В 1965 году на чемпионате мира остался за чертой призёров, закончив на четвёртом месте. В 1966 году остался на третьем место на Балканских играх. В 1967 оставил большой спорт, и перешёл на тренерскую работу, тренировал в родном городе, привлекался для тренировок сборной.
Умер в 1989 году.
В 2012 году введён в Зал славы борьбы FILA. Памяти борца проводится международный турнир в Турции.
Советские специалисты отзывались о Хюсейине Акбаше: «…непревзойдённый по хитрости, очень агрессивный…»

Акбас остался верен своей бескомпромиссной и по спортивному интересной борьбе. С поврежденной ещё с детства ногой он достиг больших высот борцовского мастерства, став четырехкратным чемпионом мира. Травмированную в коленном суставе левую ногу (её голеностоп был развернут наружу) он использовал в качестве приманки, специально раскрывая её и несколько выставляя вперед, чем вызывал соперника на атаку. Мгновенно следовал контрприем — высед и бросок или переворот прогибом с обратным захватом дальнего бедра. Эти два контратакующих действия в его арсенале были ведущими и наиболее опасными. Хромота почти не влияла на его отлично выработанную устойчивость на ногах и быструю подвижность. Наоборот, в передвижениях чувствовалась даже непринужденность, причем свои передвижения он начинал преимущественно с поврежденной ноги. Такое превращение физического недостатка в борцовское преимущество по силам далеко не каждому. Акбас обладал незаурядными силовыми качествами, признавал только высокий темп борьбы и старался поддерживать его на протяжении всего соревнования. Его уделом всегда была наступательная тактика. Используя свою отличную выносливость, он старался изматывать соперников непрерывным наступлением. Искусно пользуясь высоким ростом, он разрешал им захватывать свои ноги и сразу же контратаковал. Любому из противников стремился навязать свой рисунок схватки. Наступал всегда методично, непрерывно раскрывая и тесня соперника. Если же борец не реагировал на выставленную вперед ногу, Акбас раскрывал соперника рывком за голову и молниеносно проходил в его ноги. При переводе в партер сразу же переходил на переворот скручиванием с зацепом дальней ноги. Его технический арсенал базировался на приемах, обеспечивающих выигрыш преимущественно по очкам. Хорошо поставленных бросковых приемов, позволяющих выигрывать на туше, не имел. Лишь в самом начале соревнования, пока имел свежие силы, в первых схватках клал соперников на лопатки, но чаще стремился создать большую разницу в выигрышных баллах.— http://www.fila-official.com/images/FILA/livres/PA28/PA28.pdf